# Normativa europea sobre emisiones

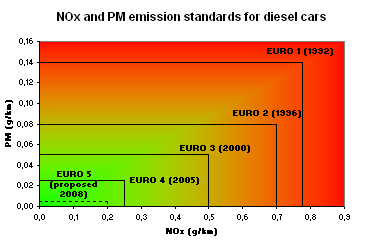
Gráfico simplificado que muestra la evolución de las normas europeas de emisiones para vehículos Diésel.

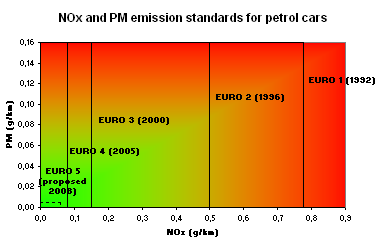
Gráfico simplificado que muestra la evolución de las normas europeas de emisiones para los automóviles de gasolina. Nótese que hasta Euro 5, no había límites en PM.

La normativa europea sobre emisiones contaminantes (NEC) es la legislación elaborada por la Comisión Europea que regula los límites aceptables a través de las disposiciones denominadas comúnmente como NORMA EURO, y, que comenzará a implementarse a todos los fabricantes de automóviles en 1993 con la disposición EURO -1, siendo revisadas y renovadas cada 4 años; para el control de las emisiones de gases de combustión interna de los vehículos vendidos en la Unión Europea. Las normas de emisión se definen en una serie de Directivas con implantación progresiva siendo cada vez más restrictivas; derivadas de los protocolos acordados, contraídos y firmados por un amplio número de países de los 5 continentes que asisten a las distintas Convenciones Marco de las Naciones Unidas sobre el Cambio Climático (CMNUCC).
Actualmente, las emisiones de óxidos de nitrógeno (NOX), Hidrocarburos (HC), Monóxido de carbono (CO) y partículas están reguladas para la mayoría de los tipos de vehículos, incluyendo automóviles, motos, camiones, trenes, tractores y máquinas similares, barcazas, pero excluyendo los barcos de navegación marítima y los aviones. Para cada tipo de vehículo se aplican normas diferentes. En la actualidad, en 2024, la normativa se halla en la escala EURO ~7, entrando en vigor en enero de 2020 para automóviles, derivados, vehículos ligeros y camiones, y, desde enero de 2024; entrará en vigor la escala EURO ~ 5 +, para motocicletas  cuadriciclos, y vehículos de Uso recreacional (QUADS). El cumplimiento se determina controlando el funcionamiento del motor en un ciclo de ensayos normalizado. Los vehículos nuevos no conformes tienen prohibida su venta en la Unión Europea, pero las normas nuevas no son aplicables a los vehículos que ya están en circulación. En estas normas no se obliga el uso de una tecnología en concreto para limitar las emisiones de contaminantes, aunque se consideran las técnicas disponibles a la hora de establecer las normas. 
Véase también el sistema obligatorio de diagnóstico a bordo (OBD).  Sistema anticontaminante

## Transporte y calentamiento global
El objetivo fijado en el Protocolo de Kioto es reducir las emisiones de una serie de gases de efecto invernadero en un 8 % durante el período 2008-2012 en relación con los niveles de 1990.
Las emisiones de dióxido de carbono procedentes del transporte han aumentado rápidamente en los últimos años, del 21% del total de emisiones en 1990 al 28% en el 2004. Sin embargo, en la actualidad no existen normas sobre el límite de emisiones de CO2 procedentes de la combustión en los vehículos. 
Se considera que las emisiones de CO2 originadas por el transporte en la Unión Europea actualmente constituyen el 3,5% de emisiones globales de CO2[cita requerida]. Entre 1992 y 2007 los gases nocivos con que los aviones contaminan Europa aumentaron en un 89%. El transporte aéreo es uno de los máximos responsables de la escalada de emisiones contaminantes que aceleran el cambio climático. Las medidas que se adopten para reducir las emisiones de CO2 tendrán que incluir la reducción de las emisiones del transporte.

### Por tipo de vehículo
Los turismos representan aproximadamente la mitad de las emisiones de CO2 relacionadas con el transporte en la Unión Europea y el transporte aéreo que representa el 12% de las emisiones de CO2 procedentes del transporte.

## Emisiones de CO2
El dióxido de carbono es el gas de efecto invernadero más abundante.

### Etiquetado obligatorio
Uno de los objetivos de la Directiva 1999/94/CE del Parlamento Europeo y del Consejo, de 13 de diciembre de 1999, relativa a la disponibilidad de la información a los consumidores sobre el consumo de combustible y las emisiones de CO2 respecto de la comercialización de los turismos nuevos es garantizar que la información pertinente y comparable sobre el consumo de combustible y las emisiones de CO2 de los turismos nuevos ofrecidos en venta o alquiler en la Unión Europea se pone a disposición de los consumidores a fin de que los consumidores puedan elegir con conocimiento de causa, impulsando de ese modo a los fabricantes a hacer lo necesario para reducir el consumo de los automóviles. El hecho de que se coloquen etiquetas en los coches de segunda mano en el punto de venta podría influir en los compradores de turismos nuevos, inclinándolos hacia vehículos de bajo consumo, ya que esta característica se tendría en cuenta para la reventa del vehículo.
En Reino Unido, el planteamiento inicial se consideró ineficaz. La forma en que se presentó la información era demasiado complicada de entender para los consumidores. Como resultado, los fabricantes de automóviles en el Reino Unido acordaron voluntariamente poner una etiqueta de color "más sencilla para el consumidor" que muestra las emisiones de CO2 en todos los vehículos nuevos a partir de septiembre de 2005, con una letra desde la A (menos de 100 g de CO2 por km) a la F (más de 186 g/km). El objetivo de la nueva "etiqueta verde" es dar a los consumidores una información clara sobre el rendimiento medioambiental de los diferentes vehículos.
Otros países miembros de la Unión Europea están también en proceso de introducir este tipo de etiquetas.

### Obligación inexistente sobre las emisiones de los vehículos (Hasta 2008)
Los límites de emisiones de CO2 generadas por los vehículos estaban sujetos a un acuerdo voluntario (en esto difieren de los límites obligatorios en la legislación CAFE de Estados Unidos) entre la UE y los fabricantes de automóviles (véase acuerdo ACEA). En última instancia, el objetivo de la Unión Europea con los acuerdos voluntarios era contribuir a llegar a un promedio de emisiones de CO2 (que se miden de acuerdo a la Directiva de la Comisión 93/116/CE) de 120 g/km para todos los nuevos vehículos de turismo para el año 2012. 
Sin embargo, como resultó cada vez más claro que el acuerdo inicial no se cumplirá (habiendo logrado sólo 160 g/km en 2005, desde los 186 g/km en 1995), los legisladores han modificado la reglamentación.
A finales de 2005, el Parlamento Europeo aprobó una resolución en apoyo a las obligatorias normas de emisión de CO2 para sustituir a los actuales compromisos voluntarios de los fabricantes y al etiquetado.
A finales de 2006, en respuesta a un nuevo informe desarrollado por la Federación Europea de Transporte y Medio Ambiente documentando falta de progreso en las metas de carácter voluntario, la Comisión Europea anunció que estaba trabajando en una propuesta para limitar las emisiones de CO2 de los automóviles.
El 7 de febrero de 2007, la Comisión Europea publicó su propuesta de proyecto legislativo (COM 2007 0019) para limitar la media de emisiones de CO2 de la flota de vehículos europeos a los 120 g/km. Sin embargo, esto no quiere decir que todos los fabricantes tendrían una media de 120 g/km para sus vehículos. Algunos grandes fabricantes de automóviles pequeños, tales como Fiat, Renault, Peugeot y Citroën ya están muy cerca del objetivo, mientras que los fabricantes de pequeño volumen de ventas en automóviles pequeños producen automóviles con más emisiones por km, como BMW, Mercedes, Audi, Saab y Porsche, situándose más lejos de alcanzar ese objetivo. Lejos de ser sorprendente los fabricantes franceses quieren un objetivo global, mientras que los fabricantes alemanes manifiestan que un objetivo general destruiría sus industrias. 
La Federación Europea de Transporte y Medio Ambiente insiste en la necesidad de un objetivo a más largo plazo que disminuya a la mitad el consumo de combustible de los automóviles nuevos durante la década de 2010, alcanzando los 80 g de CO2/km hacia el 2020. La media de emisiones de los vehículos nuevos producidos en la Unión Europea se redujo hasta los 160 g CO2/km (reduciendo sólo el 0.2% en 2006) y todavía podría cumplirse el objetivo voluntario de 140 g CO2/km para el 2008.
La Asociación de Fabricantes Europeos de Automóviles (ACEA, por sus siglas en inglés) solicitó ampliar el plazo al menos hasta 2015 y un enfoque diferente que permita a los constructores reducir las emisiones de CO2 con una viabilidad económica. De igual manera, ACEA solicitó a los gobiernos de la Unión Europea el desarrollo de políticas que incentiven la demanda de vehículos con reducidas emisiones de CO2.

### Legislación sobre emisiones de CO₂ actual
Al ver que los fabricantes no reducen voluntariamente las emisiones, la comisión europea decidió en 2009 obligar a una reducción de emisiones progresiva que persigue alcanzar los 95 g/km de media por coche fabricado por cada fabricante. Este valor se acerca a las emisiones medias de algunos fabricantes de vehículos de gama media-baja. Algunos pasos de la regulación 443/2009 son:
- El porcentaje de vehículos de cada fabricante que deberán estar por debajo de la media irá creciendo progresivamente: 65% en 2012, 75% en 2013, 80% en 2014 y 100% a partir de 2015.

- Si la media de emisiones de la flota fabricada por una empresa aumenta respecto a 2012 deberá pagar una penalización. Hasta 2018 será de 5, 15, 25 por los primeros gramos excedidos y de 95 € a partir del cuarto. Desde 2019, todos se penalizarán con 95 €.

- En 2020, el objetivo es que las emisiones sean de 95 g/km. A partir de 2013 se comenzará a debatir las medidas necesarias para ello.

El 25 de septiembre de 2023, los Ministros de Industria de los Estados miembros rebajaron considerablemente las ambiciones de la propuesta Euro 7, sobre todo en lo que respecta a la reducción de las emisiones de óxido de nitrógeno y partículas finas. Italia, Francia, Bulgaria, Hungría, Polonia, la República Checa, Rumanía y Eslovaquia, habían hecho campaña contra el proyecto inicial.

## Emisiones diferentes al CO2: etapas y marco jurídico
Las etapas son normalmente denominadas Euro 1, Euro 2, Euro 3, Euro 4, Euro 5, Euro 6 y Euro 6D (creada a partir del escándalo Dieselgate) y Euro 7 presente en la actualidad desde 2021 para vehículos ligeros. Las series correspondientes de las normas para vehículos pesados utilizan números romanos en vez de números arábigos (Euro I, Euro II, etc.). 
Para las motocicletas, cuadriciclos, Vehículos recreacionales (QUADS) se aplica y emplea un tipo de normativa específica para este tipo de vehículos; dando comienzo con la Euro1, Euro2, Euro3; y, situándose en la actualidad desde el 1 de enero de 2024 en la Normativa Euro 5 +. 
El marco jurídico consiste en una serie de directivas, cada una es una modificación de la Directiva 70/220/CEE. Se presenta aquí una lista resumida de las normas, cuándo entran en vigor, qué se aplicará en cada una de ellas, y qué directivas de la UE proporcionan una definición de cada norma. 
- Euro 1 (1993):
  - Para turismos - 91/441/CEE.[51]
  - También para turismos y para camiones ligeros - 93/59/CEE.
- Euro 2 (1996) para turismos - 94/12/CE (& 96/69/CE)
- Euro 3 (2000) para cualquier vehículo - 98/69/CE[52]
- Euro 4 (2005) para cualquier vehículo - 98/69/CE (& 2002/80/CE)
- Euro 5 (2008/9) para cualquier vehículo - (COM(2005) 683 - propuesto)[53]

Estos límites sustituyen a la directiva original 70/220/CEE sobre límites de emisión. 
Las clasificaciones de los tipos de vehículos están definidas por:
- Directiva 2001/116/CE de la Comisión, de 20 de diciembre de 2001, por la que se adapta al progreso técnico la Directiva 70/156/CEE del Consejo relativa a la aproximación de las legislaciones de los Estados miembros sobre la homologación de vehículos de motor y de sus remolques[55]
- Directiva 2002/24/CE del Parlamento Europeo y del Consejo, de 18 de marzo de 2002, relativa a la homologación de los vehículos de motor de dos o tres ruedas y por la que se deroga la Directiva 92/61/CEE del Consejo[56]

En el área de los combustibles, la directiva sobre biocombustibles de 2001  exige que el 5,75% de todos los transportes que usan combustibles fósiles deben sustituir su uso por biocombustibles antes del 31 de diciembre de 2010, con un objetivo intermedio del 2% a finales de 2005.
Sigmar Gabriel, ex ministro alemán de medio ambiente, rechazó en su momento pedir prorrogar el plazo para aplicar la reducción de CO2.

### Normativa sobre emisiones para turismos

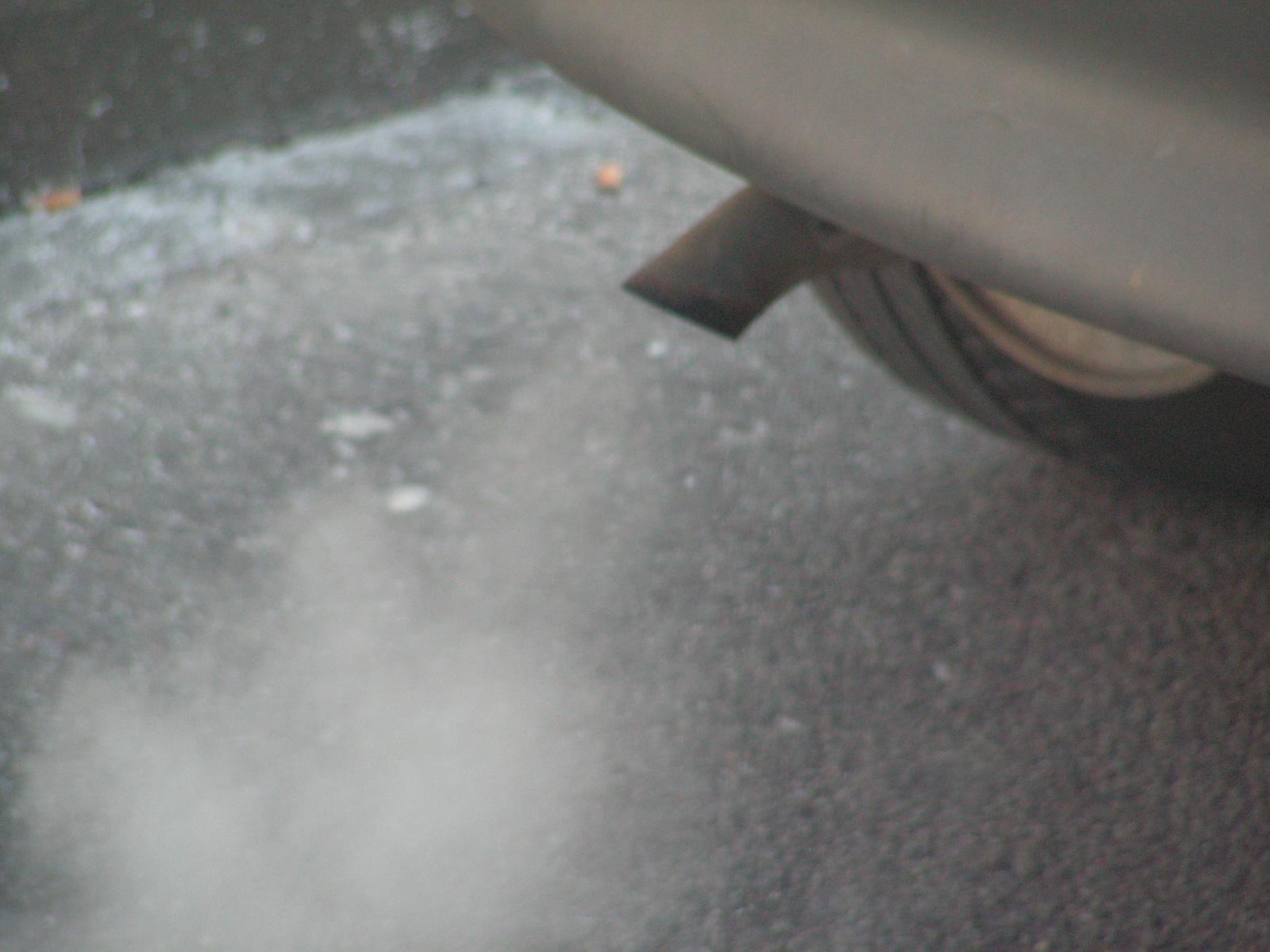
La emisión de gases nocivos es mucho menor que hace un decenio, gracias a las normas sobre emisiones.

Las normas sobre emisiones para turismos y vehículos industriales ligeros se resumen en las siguientes tablas. Desde la etapa Euro 2, los reglamentos de la UE introducen diferentes límites de emisiones para los vehículos diésel y gasolina. Los diésel tienen normas más estrictas de CO pero se les permite más emisiones de NOx. Los vehículos de gasolina están exentos de las normas de PM hasta la etapa Euro 4 (la etapa Euro 5 propuesta introduce normas para PM algunos automóviles de gasolina). 
Todas las fechas que figuran en las tablas se refieren a nuevas homologaciones. Las directivas de la CE también especifican una segunda fecha, un año después de que se aplique el primer registro (puesta en servicio) de los existentes modelos de vehículos previamente homologados. 
Normas europeas sobre emisiones para turismos (categoría M1*), en g/km
| Tipo | Fecha              | CO          | HC   | HC+NOx      | NOx  | PM          |
| --- | ------------------ | ----------- | ---- | ----------- | ---- | ----------- |
| Diésel |                    |             |      |             |      |             |
| Euro 1 | Julio de 1992      | 2.72 (3.16) | -    | 0.97 (1.13) | -    | 0.14 (0.18) |
| Euro 2, IDI                                                                                                 | Enero de 1996      | 1.0         | -    | 0.7         | -    | 0.08        |
| Euro 2, DI                                                                                                  | Enero dea          | 1.0         | -    | 0.9         | -    | 0.10        |
| Euro 3 | Enero de 2000      | 0.64        | -    | 0.56        | 0.50 | 0.05        |
| Euro 4 | Enero de 2005      | 0.50        | -    | 0.30        | 0.25 | 0.025       |
| Euro 5 | Septiembre de 2009 | 0.50        | -    | 0.23        | 0.18 | 0.005       |
| Euro 6 | Septiembre de 2014 | 0.50        | -    | 0.17        | 0.08 | 0.005       |
| Gasolina |                    |             |      |             |      |             |
| Euro 1 | Julio de 1992      | 2.72 (3.16) | -    | 0.97 (1.13) | -    | -           |
| Euro 2 | Enero de 1996      | 2.2         | -    | 0.5         | -    | -           |
| Euro 3 | Enero de 2000      | 2.30        | 0.20 | -           | 0.15 | -           |
| Euro 4 | Enero de 2005      | 1.0         | 0.10 | -           | 0.08 | -           |
| Euro 5 | Septiembre de 2009 | 1.0         | 0.10 | -           | 0.06 | 0.005b      |
| Euro 6 | Septiembre de 2014 | 1.0         | 0.10 | -           | 0.06 | 0.005       |
| * Antes de Euro V turismos > 2500 kg estaban clasificados en la categoría Vehículo industrial ligero N1 - I |                    |             |      |             |      |             |

## Normativa sobre emisiones para vehículos industriales ligeros
Normas europeas sobre emisiones para vehículos industriales ligeros ≤ a 1305 kg (categoría N1 - I), en g/km
| Tipo        | Fecha              | CO   | HC    | HC+NOx | NOx  | PM    |
| ----------- | ------------------ | ---- | ----- | ------ | ---- | ----- |
| Diésel      |                    |      |       |        |      |       |
| Euro 1      | Octubre de 1994    | 2.72 | -     | 0.97   | -    | 0.14  |
| Euro 2, IDI | Enero de 1998      | 1.0  | -     | 0.7    | -    | 0.08  |
| Euro 2, DI  | Enero de 1998      | 1.0  | -     | 0.9    | -    | 0.10  |
| Euro 3      | Enero de 2000      | 0.64 | -     | 0.56   | 0.50 | 0.05  |
| Euro 4      | Enero de 2005      | 0.50 | -     | 0.30   | 0.25 | 0.025 |
| Euro 5      | Septiembre de 1999 | 0.50 | -     | 0.23   | 0.18 | 0.005 |
| Euro 6      | Septiembre de 2015 | 0.50 | -     | 0.17   | 0.08 | 0.005 |
| Gasolina    |                    |      |       |        |      |       |
| Euro 1      | Octubre de 1994    | 2.72 | -     | 0.97   | -    | -     |
| Euro 2      | Enero de 1998      | 2.2  | -     | 0.5    | -    | -     |
| Euro 3      | Enero de 2000      | 2.30 | 0.20  | -      | 0.15 | -     |
| Euro 4      | Enero de 2005      | 1.0  | 0.10  | -      | 0.08 | -     |
| Euro 5      | Septiembre de 2010 | 1.0  | 0.075 | -      | 0.06 | 0.005 |
| Euro 6      |                    |      |       |        |      |       |

Normas europeas sobre emisiones para vehículos industriales ligeros 1305 kg-1760 kg (categoría N1 - II), en g/km
| Tipo        | Fecha              | CO   | HC   | HC+NOx | NOx   | PM    |
| ----------- | ------------------ | ---- | ---- | ------ | ----- | ----- |
| Diésel      |                    |      |      |        |       |       |
| Euro 1      | Octubre de 1994    | 5.17 | -    | 1.4    | -     | 0.19  |
| Euro 2, IDI | Enero de 1998      | 1.25 | -    | 1.0    | -     | 0.12  |
| Euro 2, DI  | Enero de 1998      | 1.25 | -    | 1.0    | -     | 0.12  |
| Euro 3      | Enero de 2001      | 0.80 | -    | 0.72   | 0.65  | 0.07  |
| Euro 4      | Enero de 2006      | 0.63 | -    | 0.39   | 0.33  | 0.04  |
| Euro 5      | Septiembre de 2010 | 0.63 | -    | 0.295  | 0.235 | 0.005 |
| Euro 6      | Septiembre de 2015 | 0.63 | -    | 0.195  | 0.105 | 0.005 |
| Gasolina    |                    |      |      |        |       |       |
| Euro 1      | Octubre de 1994    | 5.17 | -    | 1.4    | -     | -     |
| Euro 2      | Enero de 1998      | 4.0  | -    | 0.65   | -     | -     |
| Euro 3      | Enero de 2001      | 4,17 | 0.25 | -      | 0.18  | -     |
| Euro 4      | Enero de 2006      | 1.81 | 0.13 | -      | 0.10  | -     |
| Euro 5      | Septiembre de 2010 | 1.81 | 0.13 | -      | 0.075 | 0.005 |
| Euro 6      |                    |      |      |        |       |       |

Normas europeas sobre emisiones para vehículos industriales ligeros 1760-3500 kg (categoría N1 - III), en g/km
| Tipo        | Fecha              | CO   | HC   | HC+NOx | NOx   | PM    |
| ----------- | ------------------ | ---- | ---- | ------ | ----- | ----- |
| diésel      |                    |      |      |        |       |       |
| Euro 1      | Octubre de 1994    | 6.9  | -    | 1.7    | -     | 0.25  |
| Euro 2, IDI | Enero de 1998      | 1.5  | -    | 1.2    | -     | 0.17  |
| Euro 2, DI  | Enero de 1998      | 1.5  | -    | 1.6    | -     | 0.20  |
| Euro 3      | Enero de 2001      | 0.95 | -    | 0.86   | 0.78  | 0.10  |
| Euro 4      | Enero de 2006      | 0.95 | -    | 0.46   | 0.39  | 0.06  |
| Euro 5      | Septiembre de 2010 | 0.74 | -    | 0.3505 | 0.280 | 0.005 |
| Euro 6      | Septiembre de 2015 | 0.74 | -    | 0.350  | 0.280 | 0.005 |
| Gasolina    |                    |      |      |        |       |       |
| Euro 1      | Octubre de 1994    | 6.9  | -    | 1.7    | -     | -     |
| Euro 2      | Enero de 1998      | 5.0  | -    | 0.8    | -     | -     |
| Euro 3      | Enero de 2001      | 5.22 | 0.29 | -      | 0.21  | -     |
| Euro 4      | Enero de 2006      | 2.27 | 0.16 | -      | 0.11  | -     |
| Euro 5      | Septiembre de 2010 | 2.27 | 0.16 | -      | 0.082 | 0.005 |
| Euro 6      |                    |      |      |        |       |       |

### Normas sobre emisiones para camiones y autobuses
Aunque para los turismos, las normas se definen en g/km, para los camiones se definen según la potencia del motor en g/kWh y por lo tanto no son comparables. La siguiente tabla contiene un resumen de las normas sobre emisiones y de sus fechas de aplicación. Las fechas de las tablas se refieren a nuevas homologaciones; las fechas de todas las homologaciones son en la mayoría de los casos un año después (las homologaciones de la UE son válidas durante más de un año). 
El nombre oficial de la categoría es vehículo pesado de motores diésel, que en general incluye a camiones y autobuses. 
Normas europeas sobre emisiones para motores diésel HD, en g/kWh (Humo en m-1)
| Tipo | Fecha               | Ciclo de ensayos | CO  | HC   | NOx | PM         | Humo |
| --- | ------------------- | ---------------- | --- | ---- | --- | ---------- | ---- |
| Euro I | 1992, < 85 kW       | ECE R-49         | 4.5 | 1.1  | 8.0 | 0.612      |      |
| Euro I | 1992, > 85 kW       | ECE R-49         | 4.5 | 1.1  | 8.0 | 0.36       |      |
| Euro II | Oct. 1996           | ECE R-49         | 4.0 | 1.1  | 7.0 | 0.25       |      |
| Euro II | Oct. 1998           | ECE R-49         | 4.0 | 1.1  | 7.0 | 0.15       |      |
| Euro III | Oct. 1999 Sólo EEVs | ESC & ELR        | 1.5 | 0.25 | 2.0 | 0.02       | 0.15 |
| Euro III | Oct. 2000           | ESC & ELR        | 2.1 | 0.66 | 5.0 | 0.10 0.13* | 0.8  |
| Euro IV | Oct. 2005           | ESC & ELR        | 1.5 | 0.46 | 3.5 | 0.02       | 0.5  |
| Euro V | Oct. 2008           | ESC & ELR        | 1.5 | 0.46 | 2.0 | 0.02       | 0.5  |
| * Para los motores de menos de 0.75 dm³ de cilindrada por cilindro y una potencia nominal a velocidad mayor de 3000 rpm. EEV es "Enhanced environmentally friendly vehicle" ("vehículo ecológico avanzado"). |                     |                  |     |      |     |            |      |

### Normas sobre emisiones para vehículos N2 y N3
| Tipo     | Fecha     | CO (g/kWh) | NOx (g/kWh) | HC (g/kWh) | PM (g/kWh) |
| -------- | --------- | ---------- | ----------- | ---------- | ---------- |
| Euro 0   | 1989-1992 | 12.30      | 15.8        | 2.60       | none       |
| Euro I   | 1992-1996 | 4.90       | 9.00        | 1.23       | 0.40       |
| Euro II  | 1996-1999 | 4.00       | 7.00        | 1.10       | 0.15       |
| Euro III | 1999-2005 | 2.10       | 5.00        | 0.66       | 0.10       |
| Euro IV  | 2005-2008 | 1.50       | 3.50        | 0.46       | 0.02       |
| Euro V   | 2008-2012 | 1.50       | 2.00        | 0.46       | 0.02       |
| Euro VI  |           |            | 0.8         |            |            |

| Tipo    | Fecha     | CO (g/kWh) | NOx (g/kWh) | HC (g/kWh) | PM (g/kWh) |
| ------- | --------- | ---------- | ----------- | ---------- | ---------- |
| Euro 0  | 1989-1992 | 11.20      | 14.40       | 2.40       | ninguno    |
| Euro I  | 1992-1995 | 4.50       | 8.00        | 1.10       | 0.36       |
| Euro II | 1995-1999 | 4.00       | 7.00        | 1.10       | 0.15       |

### Vehículo ecológico avanzado (EEV)
Vehículo ecológico avanzado (Enhanced environmentally friendly vehicle en inglés o EEV en sus siglas en inglés) es un término usado en las normas europeas sobre emisiones para la definición de un "vehículo limpio" de más de 3500 kg en las categorías de vehículos pesados (M2 y M3), legislación contenida en la Directiva 2005/55/CE.

### Ciclo de ensayos
Para comprobar reducciones reales de las emisiones es fundamental que los ciclos de ensayos que se realizan, en la medida de lo posible, reflejen situaciones de conducción normales. Recientemente se descubrió que los fabricantes de motores se comprometerían en lo que se llamó "cycle beating" para optimizar el rendimiento de emisiones para el ciclo de ensayos, mientras que las emisiones en condiciones típicas de conducción son mucho mayores de lo esperado, lo que socava las normas y la salud pública. Una investigación reciente de dos institutos de tecnología alemana descubrió que, para los automóviles diésel, las reducciones de NOx se han alcanzado realmente después de 13 años de que las normas empezaran a ser más estrictas, con las etapas Euro I a Euro IV.

## Críticas
- Greenpeace pidió el 12 de diciembre de 2007 a la Comisión Europea que modificase el borrador de la norma, cuya presentación estaba prevista para el 19 de diciembre, de forma que los vehículos pesados no sean favorecidos en cuanto a las emisiones de CO2.[61]
- Dieter Zetsche, presidente del grupo Daimler (Maybach, Mercedes-Benz y Smart), aseguraba en 2007 que será difícil que la industria alcance en 2012 el límite de emisiones de 120 g CO2/km.[62]